# Stanislao Sanseverino
Stanislao Sanseverino (ur. 13 lipca 1764 w Neapolu, zm. 11 maja 1826 w Forlì) – włoski kardynał.

## Życiorys
Urodził się 13 lipca 1764 roku w Neapolu, jako syn Pietra Antonia Sanseverino i Aurelii Caraccioli. Po studiach został regentem Kancelarii Apostolskiej i referendarzem Trybunału Obojga Sygnatur. 8 marca 1816 roku został kreowany kardynałem in pectore. Jego nominacja na kardynała diakona została ogłoszona na konsystorzu 22 lipca i nadano mu diakonię Santa Maria in Portico (Campitelli). W 1818 roku został legatem w Forlì. Zmarł tamże 11 maja 1826 roku.